# Von-Großheim-Platz

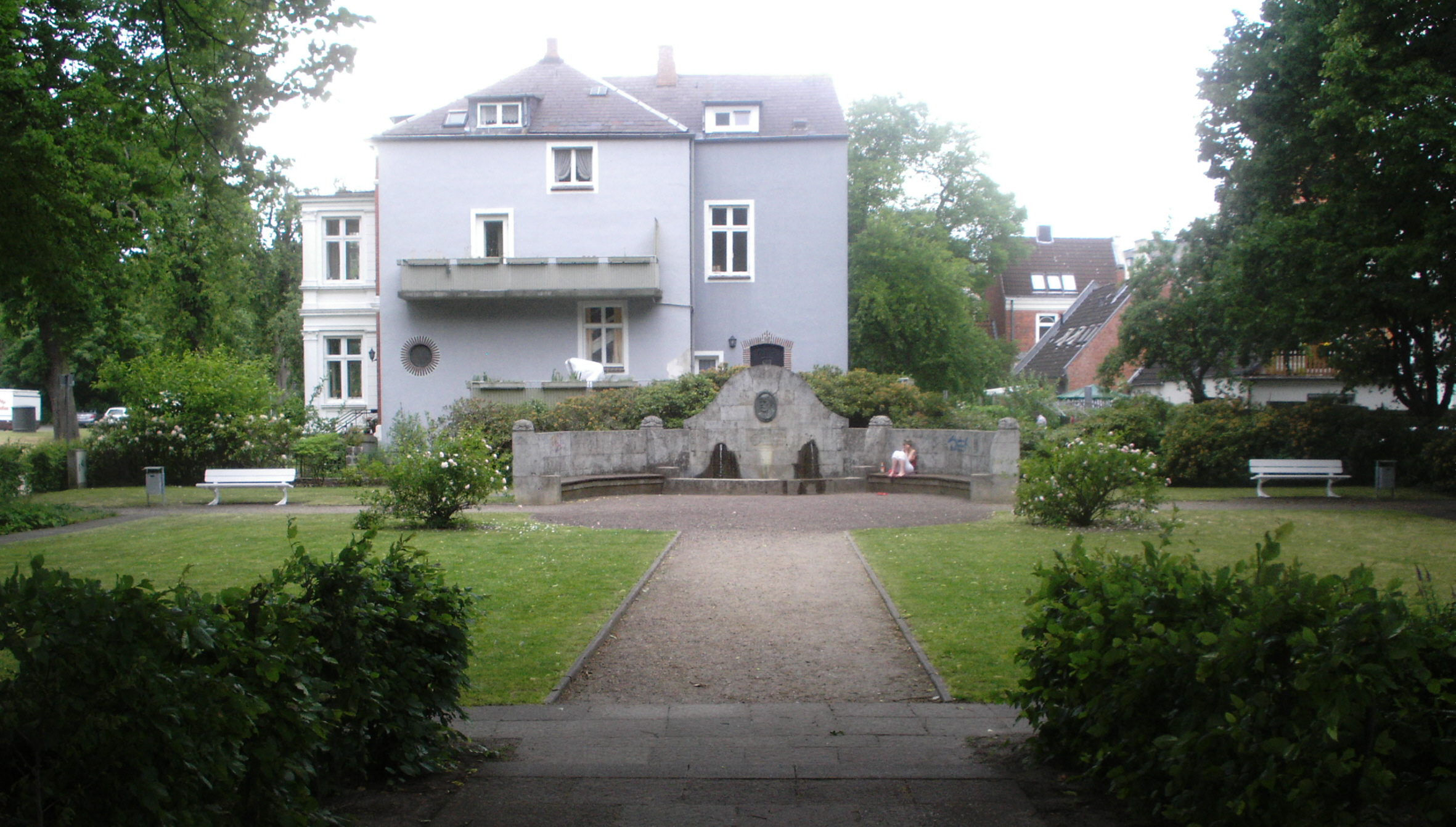
Der Von-Großheim-Platz

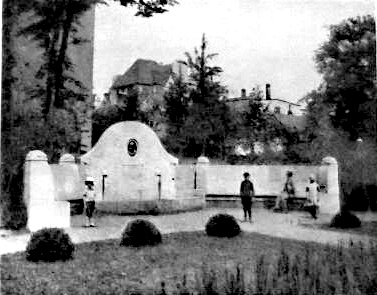
Von-Großheim-Brunnen

Der Von-Großheim-Platz ist eine Parkanlage im Lübecker Stadtteil St. Jürgen.

## Entstehung

Die Lage des Von-Großheim-Platzes (durch einen roten Kreis markiert)

Nach dem Tod des in Lübeck geborenen Architekten Karl von Großheim beschloss der Rat der Stadt zu Beginn des Jahres 1912, einen Park zu Ehren des Verstorbenen anlegen zu lassen. Hierfür bot sich ein bislang ungenutztes Grundstück an, das sich direkt gegenüber dem Haus Bäckerstraße Nr. 21 befand, in dem Großheim seine Kindheit verbracht hatte. Die Fläche vor dem Wilhelm-Theater hatte bis 1847 als Schweinetränke gedient, war dann trockengelegt worden und lag seitdem brach.
Das günstig gelegene Grundstück wurde im Verlauf des Jahres 1912 zu einer heckenumgebenen Parkanlage umgestaltet, in die vier bereits vorhandene und unter amtlichem Schutz stehende alte Lindenbäume einbezogen wurden. Hauptelement des Parks wurde eine in Jugendstil-Formen gehaltene Brunnenanlage aus Muschelkalk mit zentralem Becken, über dem sich ein Porträtrelief Großheims befand, und das zu beiden Seiten von Sitzbänken flankiert wurde. Am 29. Dezember 1912 wurde der Von-Großheim-Platz feierlich eingeweiht und der Öffentlichkeit übergeben.

## Zerstörung und Wiederherstellung
Während des Zweiten Weltkriegs wurde die Parkanlage 1942 vollständig beseitigt und an ihrer Stelle ein Betonbecken für Löschwasser in den Boden eingelassen. Der Brunnen verblieb an seinem Platz, wurde jedoch stillgelegt. Der Löschwasserteich, selten gereinigt und mit Drahtgitter als Schutz gegen Unfälle abgedeckt, wurde erst 1990 rückgebaut und die Parkanlage wiederhergestellt. Im Verlauf des Jahres 1991 wurde der Brunnen restauriert. Von den Kosten in Höhe von 23.000 D-Mark übernahm die Possehl-Stiftung 15.000 DM; weitere 5000 DM wurden von einer anonymen Anwohnerin gestiftet. Am 30. Juli 1991 wurde der erneuerte Brunnen in Betrieb genommen.

## Name des Platzes
Der offizielle Name der Anlage, wie er auch im amtlichen Lübecker Straßenverzeichnis festgelegt ist, lautet Von-Großheim-Platz. Es finden sich allerdings Varianten wie Großheimpark oder Carl-von-Großheim-Platz, sofern der Park überhaupt beim Namen genannt wird. Seine Bezeichnung ist selbst Lübeckern nur selten geläufig, was daran liegen kann, dass er weder auf Stadtplänen mit Namen bezeichnet wird noch durch ein Straßenschild kenntlich gemacht ist, obwohl er zu den Straßen und Plätzen der Stadt zählt.